# Alexej Trupp
Alexej Trupp, född 1856, död 1918, var en rysk hovfunktionär.  Han var hovbetjänt till Nikolaj II av Ryssland och tsaritsan Alexandra. 
Han följde tsarfamiljen på deras exil i Sibirien under ryska revolutionen, och tillhörde de ur hovpersonalen som dödades under avrättningen av tsarfamiljen. 